# Мрзляк, Йосип
Йосип Мрзляк (хорв. Josip Mrzljak, 19 января 1944, Вуковар) — хорватский епископ, возглавлявший епархию Вараждина с 2007 по 2019 год.

## Биография
Родился 19 января 1944 года в Вуковаре. В 1945 году после гибели отца (вероятно, убит коммунистами) мать Йосипа переехала с семьей в Крашич под Загребом, откуда была родом.
Среднее образование получил в Крашиче, в 1959 году поступил в семинарию, также изучал теологию на богословском факультете Загребского университета.
16 ноября 1969 года рукоположен в священники. С 1970 по 1998 года служил в ряде приходов Загребской архиепархии.
29 декабря 1998 года папа римский Иоанн Павел II назначил Йосипа Мрзляка вспомогательным епископом Загребской архиепархии. Мрзляк стал титулярным епископом с титулом епископа Калтадрии. 6 февраля 1999 года рукоположен в епископы, главным консекратором был архиепископ Йосип Бозанич. В качестве епископского лозунга выбрал фразу «Bonum facere / Činiti Dobro» («Делайте добро»).
20 марта 2007 года переведён на кафедру Вараждина, возглавлял Вараждинскую епархию вплоть до 1 августа 2019 года, когда подал в отставку.
Входит в состав Конференции католических епископов Хорватии, где возглавляет комиссию по отношениям с государством и комиссию по деятельности Caritas.